# Galma Koudawatché
Galma Koudawatché est une localité et une commune rurale du Niger, du département de Madaoua, région de Tahoua.

## Géographie
Galma Koudawatché est située à 22 km à l'ouest du chef-lieu départemental Madaoua.  
|            | Tama              | Bouza   |
| Doguéraoua | Galma Koudawatché | Azarori |
|            | Sabon Guida       | Madaoua |

## Histoire
La commune rurale de Galma Koudawatché instaurée en 2002 est issue du canton de Madaoua. 

## Population
Lors du recensement général de 2012, la population communale est relevée à 57 255 habitants. La localité compte 3 063 habitants en 2012.

## Localités
La commune s'étend sur 261 localités.

## Services et infrastructures
- Centre de Santé Intégré (CSI) à Galma Koudawatché, Aréwa et Magaria Makéra Bakalé[4].
- Collège d'enseignement général (CEG) à Galma Koudawatché, Magaria Makéra Bakalé et Nassaraoua Takoulé.
- Centre de formation des métiers (CFM) à Galma Koudawatché.